# Дауни (Калифорния)
Дауни (англ. Downey) — город на юго-востоке округа Лос-Анджелес, штат Калифорния, США. Находится в 21-м километре к юго-востоку от Лос-Анджелеса. По данным переписи 2000 года, население Дауни составляет 107 323 человека.

## История
До прибытия испанцев в Верхнюю Калифорнию, данную территорию населяли индейцы племени тонгва, которых стали называть «габриэлино» на испанском языке.

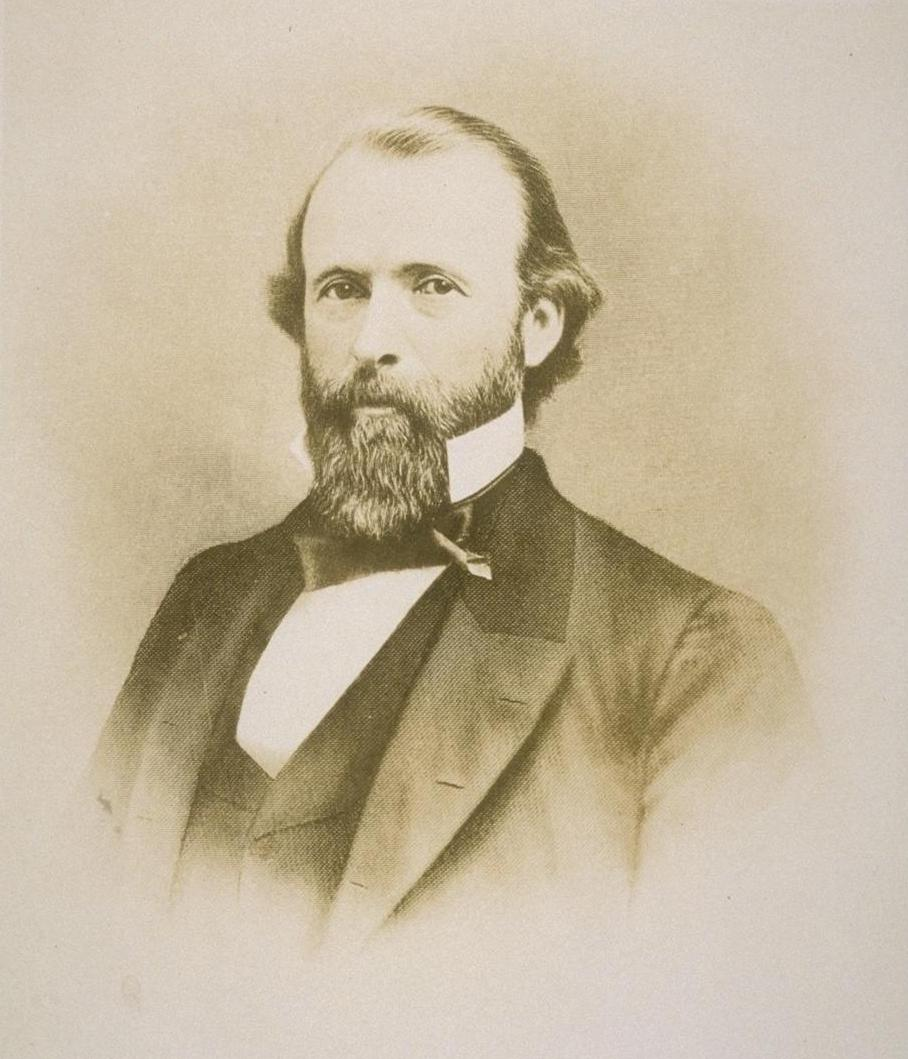
Джон Дауни, седьмой губернатор штата Калифорния

Период испанской колониальной истории на территории нынешнего города Дауни начинается с создания миссии Сан-Габриэль-Архангел в 1771 году.
В 1784 году губернатор Педро Фагес награждает Мануэля Ньето землей в размере 300 000 акров (1 200 км²). Современная территория Дауни также вошла в эти земли. Земля, подаренная Мануэлю Ньето стала называться ранчо Лос-Ньетос.
После Американо-мексиканской войны ранчо Калифорнии отошли в руки богатых англо-американцев, иммигрировавших сюда в большом количестве. Своё название населенный пункт получил в честь седьмого губернатора Калифорнии Джона Дауни.

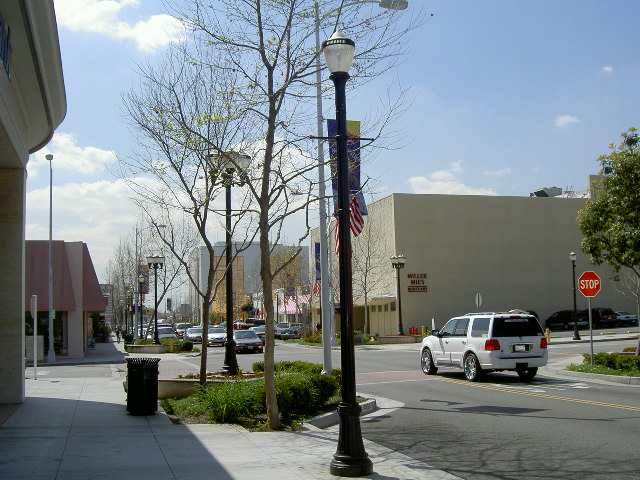
Центр города Дауни

Статус города присвоен 17 декабря 1956 года.
Дауни показан в американской комедии 2008 года «Ананасовый экспресс». Многие здания Флоренс авеню можно увидеть в начале фильма.
В 2013 году город был награждён премией All-America City Award (с англ. — «Всеамериканский город») присуждаемой Национальной гражданской лигой, которую неофициально называют «Нобелевской премией за конструктивное гражданство» и которая выдается за активную гражданскую позицию жителей некорпоративных сообществ Соединённых Штатов в жизни местного самоуправления.

## География
Дауни граничит с городами Коммерс на севере, Пико-Ривера на северо-востоке, Санта-Фе-Спрингс на востоке, Норуолк на юго-востоке, Беллфлауэр на юге, Парамаунт на юго-западе, Саут-Гейт на западе и Белл-Гарденс на северо-западе.
Площадь города составляет 32,6 км²; из них 32,2 км² суши и 0,4 км² воды. Высота центра населенного пункта — 36 метров над уровнем моря.

## Демография
По данным переписи 2000 года, население Дауни составляет 107 323 человек. Плотность населения равняется 3 336,4 человек на км². Расовый состав таков: 53,48% белых, 7,74% азиатов, 3,75% афроамериканцев, 0,87% коренных американцев, 0,22% жителей тихоокеанских островов, 29,05% других рас. В городе Дауни представлена вторая по численности кубинская община на Западе США. Она составляет 1.96% от всего населения. Большинство горожан - мексиканцы по происхождению. Религиозный состав - протестанты и католики.
Возрастной состав получился следующим: 29,2% — младше 18 лет; 9,8% — от 18 до 24 лет; 31,2% — с 25 до 44 лет; 18,8% — от 45 до 64 лет;11,0% — 65 лет и старше. Средний возраст составил 32 лет. На каждые 100 женщин приходится 94,6 мужчин. На каждые 100 женщин возрастом 18 лет и старше насчитывалось 89,8 мужчин.

## Известные уроженцы и жильцы
- Брат и сестра будущего поп-дуэта The Carpenters Ричард и Карен Карпентеры вместе с семьей переехали в Дауни в 1963 году
- «Странный Эл» Янкович — популярный американский музыкант
- Джеймс Хэтфилд — вокалист, гитарист, сооснователь и бессменный лидер группы Metallica
- Трэш-метал группа Dark Angel была основана в Дауни
- Дэн Хендерсон - борец греко-римского и вольного стиля. Профессиональный боец смешанных единоборств. Выступал под эгидой UFC
- Уильям Бонин - серийный убийца, совершивший с 1979 по 1980 год убийства от 21 до 36 юношей и мальчиков. Проживал в городе вплоть до своего ареста.

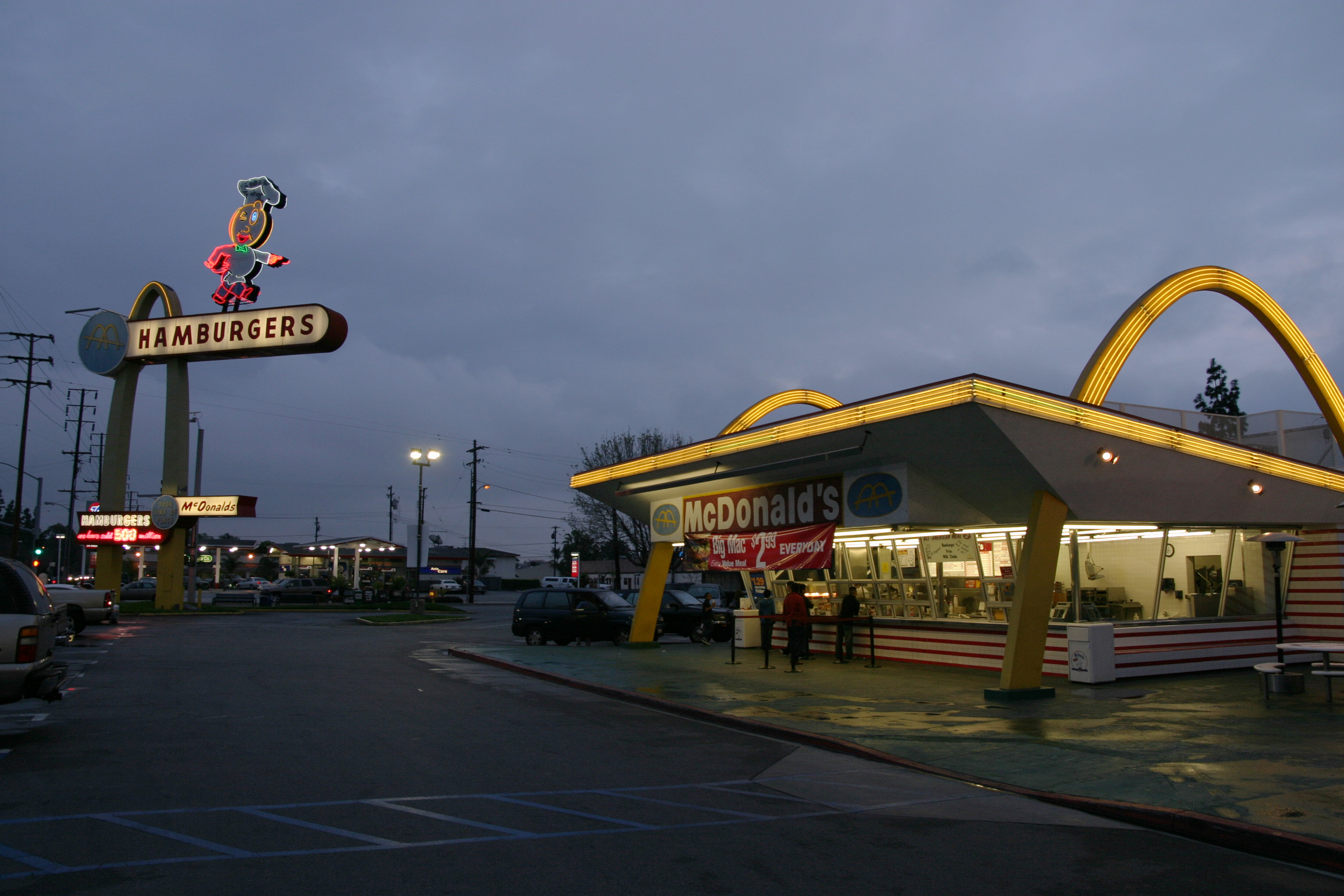
самый старый ресторан McDonalds в мире

## Интересные факты
- В городе работает самый старый ресторан McDonalds в мире.